# ヘンリー・ホーク
ヘンリー・ホーク（Henry Hawk）は、ルーニー・テューンズとメリー・メロディーズのキャラクター。

## 詳細
ヘンリーはチキンホークのオス（男の子）、父の鳥の巣に住む鷹の子である。
このキャラクターは、監督のチャック・ジョーンズと脚本家のテッド・ピアースがキャラクターを作り、ロバート・マッキンソンが再設計している。
彼は1942年の短編作品「Squawkin'Hawk」でスクリーンデビュー、この短編ではケント・ロジャースがヘンリーの声を演じたが、1944年に亡くなり、次の短編をメル・ブランクが演じた後、テレビシリーズなどでジョーアラスカイとジェフバーグマンが引き継いだ。ヘンリーは、ニューヨーク訛りで耳障りするような声をしている。1946年公開の短編作品「かわいい子には旅を」で、フォグホーン・レグホーン、バーンヤード・ドッグとの共演を果たしている。

## 登場作品
| #  | 邦題                                   | 原題                          | 劇場公開日    | 備考       |
| -- | -------------------------------------- | ----------------------------- | ------------- | ---------- |
| 1  | 不明                                   | The Squawkin' Hawk            | 1942年8月8日  |            |
| 2  | 可愛い子には旅を                       | Walky Talky Hawky             | 1946年8月31日 |            |
| 3  | 不明                                   | Crowing Pains                 | 1947年7月12日 |            |
| 4  | 不明                                   | You Were Never Duckier        | 1948年8月7日  |            |
| 5  | ニワトリかトンマか                     | The Foghorn Leghorn           | 1948年10月9日 |            |
| 6  | がんばり屋ヘンリー                     | Henhouse Henery               | 1949年7月2日  |            |
| 7  | スカーレット・パンパニケル             | The Scarlet Pumpernickel      | 1950年3月4日  | カメオ出演 |
| 8  | エサはどっちだ                         | The Leghorn Blows at Midnight | 1950年5月6日  |            |
| 9  | 勘違いの悲劇                           | Leghorn Swoggled              | 1951年7月28日 |            |
| 10 | フォグホーン・レグホーンの"卵をうばえ" | The Egg-Cited Rooster         | 1952年10月4日 |            |
| 11 | チキンいただき                         | All Fowled Up                 | 1955年2月19日 |            |
| 12 | ひなどりけっこう                       | Strangled Eggs                | 1961年3月18日 |            |

### テレビ
- バッグス・バニー・ショー
- ルーニー・テューンズ・ショー（第4話「招かれざる客」のコーナー「チキンホーク」）
- ルーニー・テューンズ・カートゥーンズ

### 映画
- スペース・ジャム（カメオ出演）

## 声優
オリジナル版
- ケント・ロジャース（1942年）
- メル・ブランク（1946年 – 1989年）
- ギルバート・マック（1956年）
- キース・スコット（1993年、1996年）
- ジョー・アラスカイ（1998年 – 2000年）
- ジェフ・バーグマン（2003年）
- デイモン・ジョーンズ（2011年）
- エリック・バウザ（2019年 - ）

日本語版
- 不明 （バッグス・バニー劇場）
- 不明 （マンガ大作戦）
- 土井美加 （バックス・バニーのぶっちぎりステージ）
- 田野めぐみ（バッグス・バニーショー以降）